# 鬬梧
鬬梧（？—？），芈姓，鬬氏，名梧，中国春秋时期楚国大夫。
前666年秋季，令尹子元帶領六百輛戰車進攻鄭國，从桔柣之門進入。子元、鬬御彊、鬬梧、耿之不比率前軍（旆），鬬班、王孫游、王孫喜殿後。車隊自純門進城，到達大路上的市場，內城的懸起的閘門沒有放下。楚軍用楚國方言說了一会就退出去了。子元說：“鄭國有人才”。因各諸侯國军队救援鄭國，楚軍在夜間撤走。鄭國人本已打算逃到桐丘，諜報告知楚國的帳篷上有烏鴉后，他們终止了逃跑。